# Helmut Wartusch
Helmut Wartusch (18 luglio 1943 – 14 luglio 1982) è stato un calciatore austriaco, di ruolo difensore.